# Ida ze Schaumburg-Lippe
Ida ze Schaumburg-Lippe (28. července 1852, Bückeburg – 28. září 1891, Schleiz) byla v letech 1872 až 1891 kněžnou z Reuss-Greiz.

## Dětství a rodina
Ida se narodila jako dcera Adolfa I. ze Schaumburg-Lippe a jeho manželky Hermíny Waldecko-Pyrmontské. Navzdory jejich vznešenému původu byla Ida se sourozenci vychovávána velmi jednoduše; jedna zpráva říká, že „věděla o kuchyni víc než mnoho žen s nižším vzděláním“. Ida byla dobře vzdělaná a dokázala diskutovat o filosofii a vědě s učenými muži knížectví.

## Manželství a potomci
8. října 1872 se Ida provdala za knížete Jindřicha XXII. Reuss-Greiz. Po svatbě nesla Ida titul Její Jasnost kněžna Reuss-Greiz. Ida měla s Jindřichem několik dětí:
- Jindřich XXIV. z Reussu (20. března 1878 – 13. října 1927), svobodný a bezdětný
- Emma Reuss-Greiz (1881–1961), ⚭ 1903 hrabě Erich von Ehrenburg (1880–1930)
- Marie Reuss-Greiz (1882–1942), ⚭ 1904 baron Ferdinand von Gnagnoni (1878–1955)
- Karolína Reuss-Greiz (13. července 1884 – 17. ledna 1905), ⚭ 1903 Vilém Arnošt Sasko-Výmarsko-Eisenašský (10. června 1876 – 24. dubna 1923), poslední velkovévoda sasko-výmarsko-eisenašský
- Hermína Reusská (17. prosince 1887 – 7. srpna 1947), ⚭ I. 1907 kníže Johan Jiří ze Schoenaich-Carolath (1873–1920); ⚭ II. 1922 excísař Vilém II. Pruský
- Ida Reuss-Greiz (1891–1977), ⚭ 1911 Christoph Martin III. zu Stolberg-Roßla (1888–1949)

### Úmrtí
Ida zemřela 28. září 1891, tentýž rok byla významná vídeňská diplomatická událost. Zemřela milovaná, jedna z mála členů královské rodiny v Německu, která se těšila takové popularitě.

## Tituly a oslovení
- 28. července 1852 – 8. října 1872: Její Jasnost kněžna Ida ze Schaumburg-Lippe
- 8. října 1872 – 28. září 1891: Její Jasnost kněžna Reuss-Greiz